# Los Maqueda
Los Maqueda är en ort i Mexiko.   Den ligger i kommunen Cadereyta de Montes och delstaten Querétaro Arteaga, i den centrala delen av landet, 160 km norr om huvudstaden Mexico City. Los Maqueda ligger 2 168 meter över havet och antalet invånare är 363.
Terrängen runt Los Maqueda är huvudsakligen kuperad, men västerut är den platt. Terrängen runt Los Maqueda sluttar söderut. Runt Los Maqueda är det ganska glesbefolkat, med 38 invånare per kvadratkilometer. Närmaste större samhälle är Ezequiel Montes, 17,1 km väster om Los Maqueda. Trakten runt Los Maqueda består i huvudsak av gräsmarker.